# Juan Sánchez Cotán
Pour les articles homonymes, voir Juan Sánchez et Sánchez.

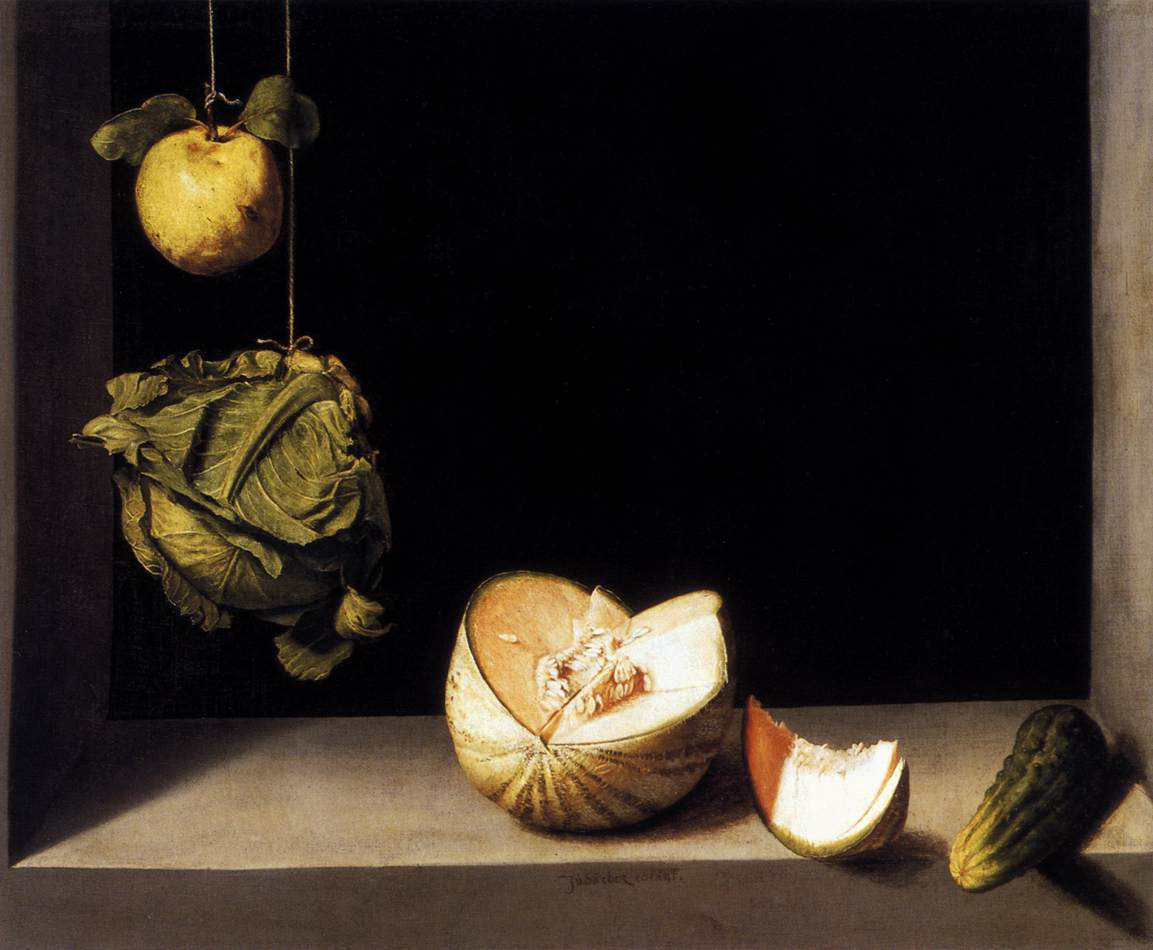
Coing, Chou, Melon et Concombre, vers 1602, Musée d'Art de San Diego.

Juan Sánchez Cotán, né à Orgaz (Tolède) le 25 juin 1560 et mort à Grenade le 8 septembre 1627, est un peintre espagnol du Siècle d'or, le premier de son pays dont on conserve des natures mortes.

## Biographie
Sánchez Cotán se forme à Tolède auprès de Blas de Prado. Il mène une existence confortable dans la cité castillane, où il fréquente Le Greco et s'assure une importante clientèle. Il réalise des portraits, des commandes pour les églises de Tolède et ses environs (Carmena, San Pablo de los Montes, Alcázar de San Juan, etc.), et à partir de 1600 les natures mortes qui l'ont rendu célèbre.
Sans raison connue, alors qu'il est déjà quadragénaire, il décide en 1604 de se retirer comme frère convers à la Chartreuse de Grenade, l'un des ordres religieux les plus stricts. Il peint un cycle de fresques pour le monastère, où il meurt en 1627. Ses premiers biographes l'ont entouré d'un halo de sainteté, évoquant même une apparition mariale.

## Œuvre

### Peinture religieuse
Les sujets religieux forment l'essentiel de son travail, qu'il s'agisse de tableaux de chevalet ou des fresques de la chartreuse de Grenade. Son style, doux et frais, mais archaïque et naïf, est influencé par le maniérisme tardif des artistes de l'Escurial, notamment Juan Fernández Navarette et Luca Cambiaso. On en trouve d'assez nombreux exemples dans les musées de Castille et Grenade, par exemple L'Imposition de la chasuble à saint Ildefonse de Tolède (1600) au Musée du Prado.

### Natures mortes
Il est essentiellement célèbre pour ses neuf bodegones d'une qualité exceptionnelle, tous datés d'entre 1600 et 1604, c'est-à-dire peu avant son entrée au couvent. Il s'est peut-être inspiré de ceux de son maître Blas de Prado, considéré comme le premier peintre du genre en Espagne mais dont on n'en conserve aucun. Ces œuvres se caractérisent par leur réalisme proche du trompe-l'œil, leur dépouillement (le fond est systématiquement noir) mais aussi leur rythme presque musical, du fait de la distribution géométrique et des ombres des différents éléments.
Les critiques — Cavestany Emilio Orozco — ont donné à l’austérité de ses compositions et leur sobriété, comme par la suite de Zurbarán, un sens mystique, tout en insistant sur leur distance avec les « natures mortes opulentes » de la peinture flamande, soulignant leur caractère « unique dans le contexte européen, établissant un parallèle avec la littérature espagnole ascétique du siècle d’or ». En revanche, Julian Gallego, tout en récupérant le langage allégorique des fleurs et des fruits, oppose la simplicité présumée de ces natures mortes à la valeur que ces viandes et fruits avaient en son temps et qui pourraient être considérés comme d’authentiques friandises, rappelant que Guzman de Alfarache avait « eu l'eau à la bouche » devant le tableau de « Monseigneur l’Illustre cardinal », son maître romain :

« Il y avait la poire bergamote d’Aranjuez, la prune de ginovisca, le melon de Grenade, le citron de Séville, l’orange et le pamplemousse de Plasencia, le citron de Murcie, le concombre de Valence, les cannes îles, les aubergines de Tolède, les abricots d’Aragon, la pomme de terre de Málaga. Il y avait de la pomme, carotte, citrouille, confitures de mille façons  et encore un nombre infini de différences qui me rendirent l'esprit agité et l’âme inquiète. »

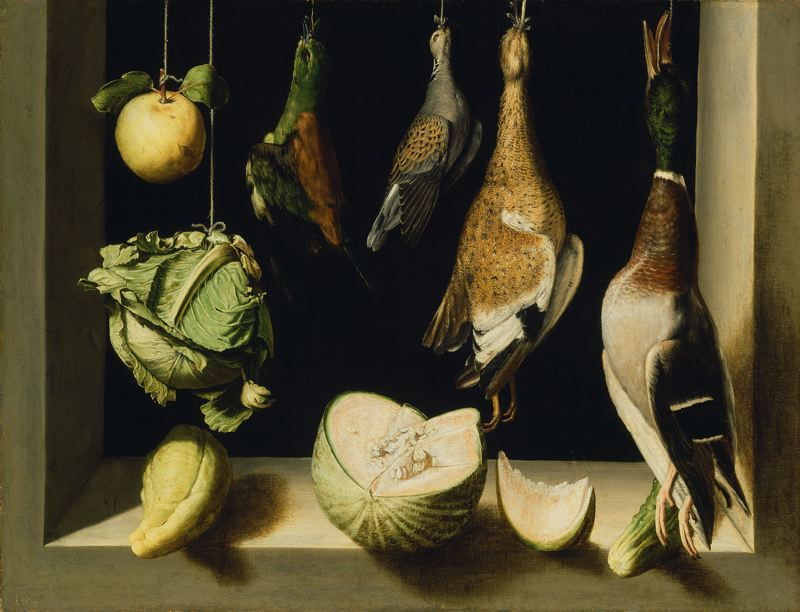
Nature morte au gibier, Légumes et Fruits, 1601 (Art Institute of Chicago)
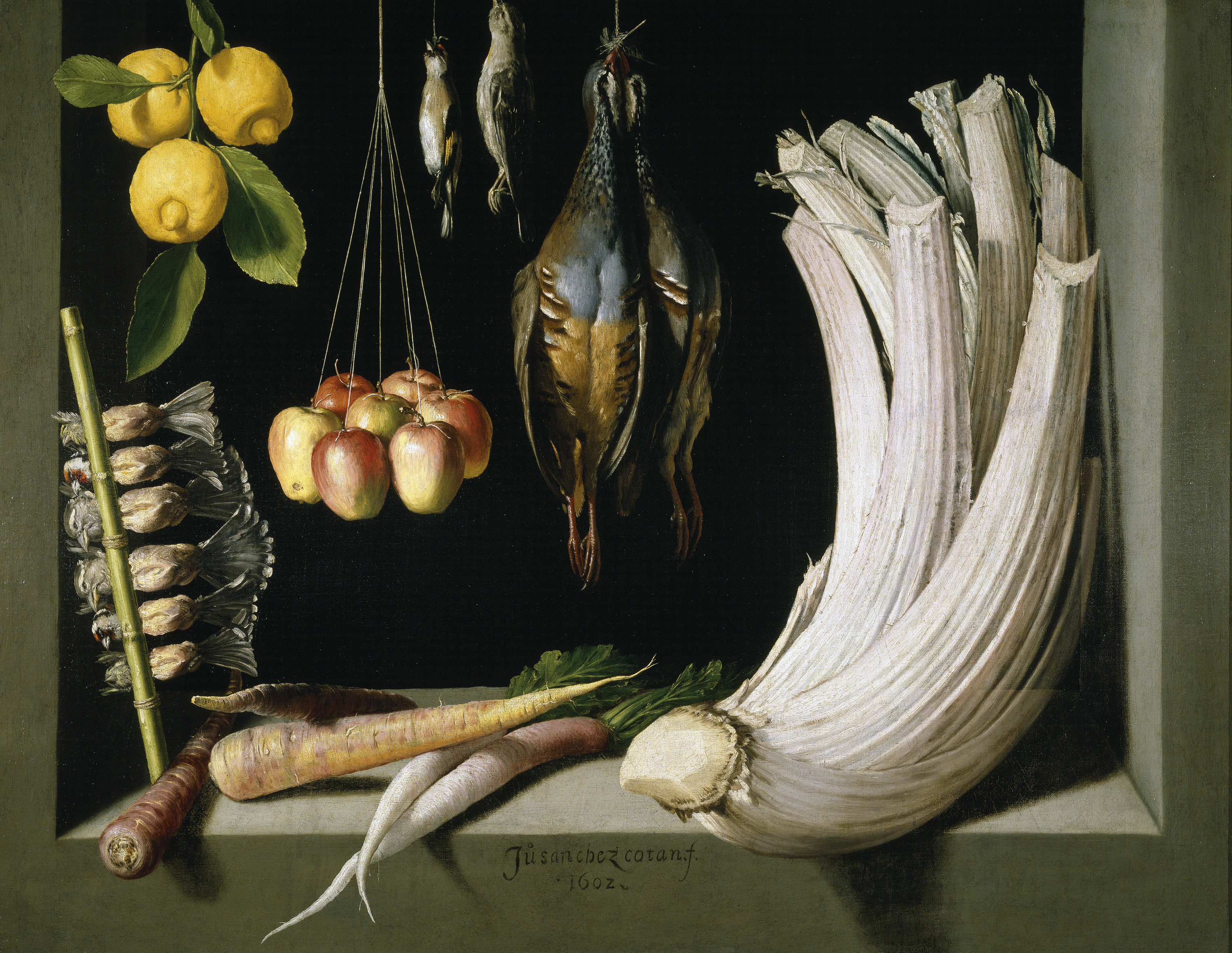
Nature morte au gibier, légumes et fruits, 1602 (Musée du Prado)
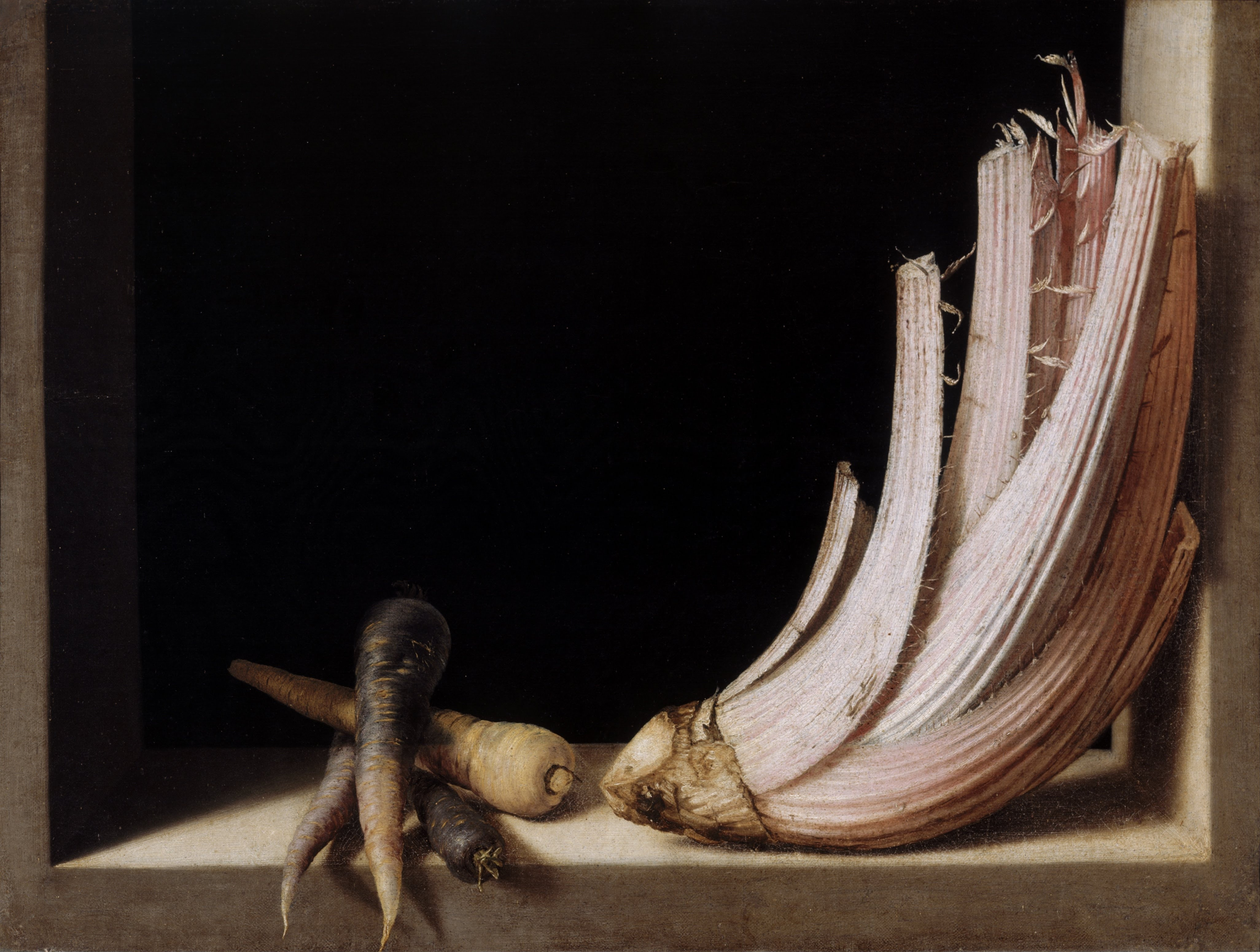
Cardon et Carottes, vers 1603 (Musée des Beaux-Arts de Grenade[9])
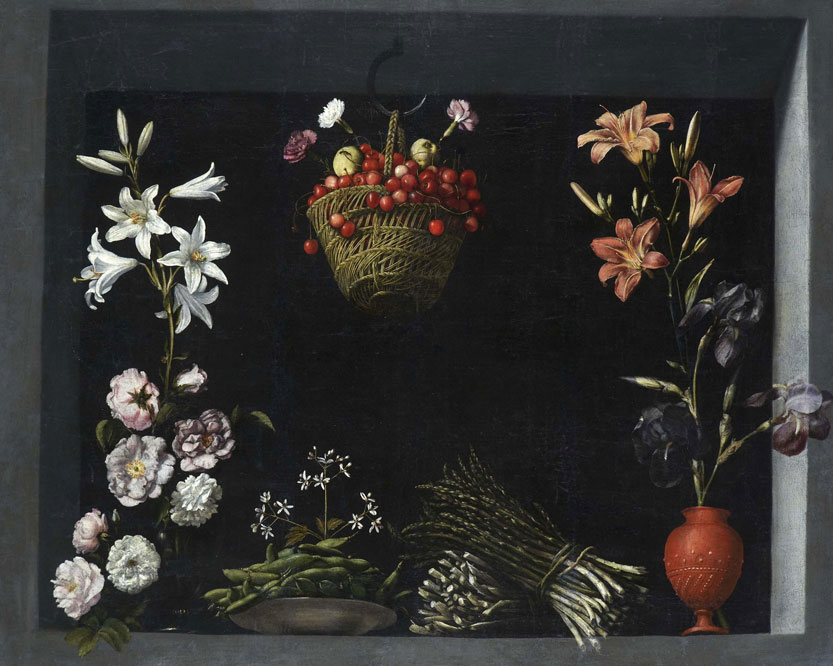
Fleurs, légumes et panier de cerises, œuvre attribuée (collection particulière)
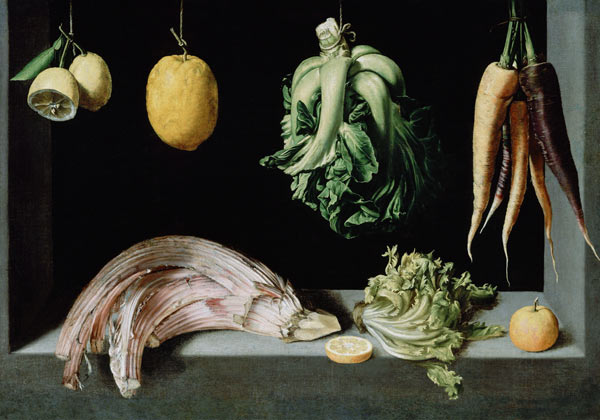
Fenêtre, Fruits et Légumes, collection Abellỏ, Madrid, vers 1602

## Influence et postérité
Antonio Palomino indique que Vincenzo Carducci a rendu visite à Sánchez Cotán à Grenade vers 1626 ou 1627 avant de peindre son cycle de fresques au monastère d'El Paular. On retrouve également des réminiscences évidentes dans les chartreux de Francisco de Zurbarán.
Les natures mortes de l'artiste ont connu un succès immédiat dans le milieu artistique castillan : on sait que Philippe III en acquis au moins une en 1618, et plusieurs artistes s'en sont directement inspirés, tels Juan van der Hamen, Felipe Ramírez ou encore Blas de Ledesma (es). 
En 1809, Joseph Bonaparte spolie la collection royale espagnole du célèbre Coing, chou, melon et concombre, qui sera revendu lors de son exil aux Etats-Unis : c'est aujourd'hui l'une des pièces maîtresses du Musée d'Art de San Diego.
Sánchez Cotán connaît un regain de popularité depuis l’exposition « Vases et natures mortes dans la peinture espagnole » à Madrid en 1935, qui permit de redécouvrir les bodegones castillans. Parmi les pièces exposées à cette occasion se trouvaient la Nature morte au gibier, légumes et fruits du Musée du Prado et celle aux Cardon et carottes du Musée des beaux-arts de Grenade, qui devint l'« une des pierres angulaires de l'histoire de la nature morte en Espagne ». En 2018, le Palais des beaux-arts de Bruxelles choisit les Coing, chou, melon et concombre pour illustrer l'affiche et ouvrir son exposition « Spanish Still Life ».
La nature morte du musée de San Diego est également citée par Jean-Pierre Melville dans Le Samouraï, sa sécheresse, son hiératisme s'accordant parfaitement au style du film.